# Resolució 772 del Consell de Seguretat de les Nacions Unides
La Resolució 772 del Consell de Seguretat de les Nacions Unides, fou adoptada per unanimitat el 17 d'agost de 1992. després de recordar la Resolució 765 (1992) relativa a la massacre de Boipatong a Sud-àfrica i un informe del Secretari General de les Nacions Unides, el Consell va autoritzar Boutros Boutros-Ghali a desplegar observadors al país després de les preocupacions plantejades en l'informe, conegut com a Missió d'Observadors de les Nacions Unides a Sud-àfrica.
Les propostes del Secretari General incloïen el desplegament d'observadors per reforçar els mecanismes establerts a l'Acord Nacional de Pau. Els observadors serien estacionats a llocs acordats a Sud-àfrica. Si calgués, la Missió d'Observadors podria complementar-se amb organitzacions internacionals apropiades, com ara l'Organització de la Unitat Africana, la Commonwealth i la Comunitat Europea. El setembre van ser enviats 50 observadors.
El Consell va demanar al Secretari General que informés trimestralment o amb més freqüència sobre l'aplicació de la resolució actual i demanés la cooperació plena del Govern de Sud-àfrica, partits i organitzacions.